# Biblioteca storica Cassiano Beligatti
La Biblioteca storica Cassiano Beligatti si trova in Largo Cappuccini 2 a Macerata.

## Origini
Le origini della biblioteca vanno ricercate nel primo convento cappuccino di Macerata, fondato nel 1544 nella contrada santo Stefano, dove si trovava già un primo nucleo di testi.
Nel 1597, grazie alla signora Margherita Ricci, venne costruito un secondo convento (una parte dell'attuale ospedale civile), insieme alla chiesa. Il patrimonio librario fu così trasferito nel nuovo edificio, sede anche dell'archivio provinciale.
Nel 1799 lo stabile fu preso d'assalto e incendiato dai francesi, provocando gravi danneggiamenti e perdite di materiale. Testimonianza di questa vicenda è un volume sulla vita di S. Francesco, conservato ancora oggi, sul quale un maceratese, unitosi ai soldati d'oltralpe, si accanì con la spada lasciando i segni della sua collera sulle pagine. 
Successivamente, a causa della soppressione degli ordini religiosi che seguì l'unità d'Italia, e che nel 1866 fu attuata anche per gli ordini mendicanti, gran parte del patrimonio librario confluì nella Biblioteca comunale "Mozzi-Borgetti". Gli inventari dei libri redatti al momento della devoluzione sono attualmente conservati nella Biblioteca civica maceratese.
I volumi che riuscirono a salvarsi costituiscono il nucleo originario dell'attuale biblioteca, situata nel nuovo convento dei padri Cappuccini, non molto distante dal precedente, la cui costruzione iniziò nel 1855 (nel 1896 si aprì la chiesa al culto).

## Descrizione
La biblioteca, inaugurata il 21 maggio 2001, è stata intitolata al padre Cassiano Beligatti, insigne figura di cappuccino nato a Macerata nel 1708, missionario in Tibet, nel Nepal e nel Bengala dal 1738 al 1756. Autore di fondamentali opere storiche, etnografiche e linguistiche inerenti agli usi, i costumi e le religioni dei territori che lo videro missionario, opere in parte note, in parte ancora inedite.
La biblioteca è stata riconosciuta per interessamento del padre Giuseppe Avarucci, con il consenso e l'aiuto dei Superiori della provincia dei frati Cappuccini delle Marche, del Superiore del convento, padre Vittorio Pazzaglia e dei confratelli.
Ad essa è stata affiancata un'associazione denominata “Associazione biblioteca storica Cassiano Beligatti” costituitasi con atto notarile nel 1999. I soci, oltre che a promuovere iniziative di tipo culturale e artistico, contribuiscono a rendere agibile la biblioteca.
L'intervento della Fondazione Cassa di Risparmio di Macerata ha reso possibile dotare la biblioteca di apparecchiature informatiche e di far fronte alle spese di riordino e di catalogazione.